# Sporting Club d'Angoulême
Le Sporting Club d'Angoulême est un club français issu de la section rugby à XV du club omnisports du même nom basé à Angoulême.
Il a évolué sans discontinuer en 1re division entre 1938 et 1972.
En 2010, il fusionne avec le Rugby Club de Soyaux pour donner naissance au Soyaux Angoulême XV Charente.

## Historique
Le Sporting Club d'Angoulême est fondé le 15 février 1910, ses couleurs sont le blanc et le bleu. Quelques mois plus tard, le 9 août, le bail du terrain qui donnera naissance au stade Chanzy est signé.
En 1967, après avoir éliminé le Stade toulousain de Pierre Villepreux en huitième de finale, il dispute les quarts de finale du championnat de France, éliminé par le CA Bègles, futur finaliste. Le club compte alors parmi ses joueurs l'international Claude Lacaze.
Le club est relégué en 2e division en 1972 ; il a ainsi évolué sans discontinuer en 1re division entre 1938 et 1972,.
En 1980, Angoulême pourtant descendu en groupe B atteint les demi-finales du challenge Yves du Manoir après avoir éliminé Montferrand en quart de finale après un score nul 7-7. En demi-finale, Angoulême est battu par Bayonne 18-6 dans une rencontre où ils furent privés de leur deuxième ligne international anglais Maurice Colclough, parti disputer une tournée en Afrique du Sud. Le club remontera en groupe A en fin de saison, finaliste de son championnat contre Chambéry.
En 1981, Angoulême termine troisième de sa poule avant d'être éliminé dès les seizièmes de finale 24-12 par le Stade bagnérais.
La même année, son ouvreur Jean-Claude Larrieu est le meilleur réalisateur du championnat avec 187 points à 
égalité avec le biterrois Patrick Fort.
En 1982, Angoulême termine en tête de sa poule et manque de peu (défaite 24-17 à Narbonne puis victoire 18-15 à Angoulême) d'éliminer le RC Narbonne en huitième de finale.
Puis, le club qui voit partir ses meilleurs éléments comme l'international anglais Maurice Colclough, est éliminé en seizième de finale en 1983 puis échoue à se qualifier en 1984 avant d'être relégué la saison suivante.
Le 19 mai 1986, le club d'Angoulême obtient son premier titre de champion de France, du groupe B, contre le SO Voiron sur le score de 22-17, et remonte ainsi immédiatement en groupe A.
En 1987, le groupe A est finalement séparé en deux groupes de 20 clubs et Angoulême qui vient de remonter doit se contenter du second.
Il termine alors huitième de sa poule du Championnat.
L'année suivante, le Championnat est porté à 80 clubs groupés initialement en seize poules de cinq. Les deux premiers de chaque poule (soit 32 clubs) forment alors le groupe A et se disputent le Bouclier de Brennus. Les autres forment alors le groupe B et après une première phase de brassage, le club descend en groupe B.
En 1992, il perd le barrage d'accès au groupe A contre Chalon 21-9 puis atteint les huitièmes de finale du groupe B du championnat de France, comptant entre autres dans ses rangs Jérôme di Tommaso et Fabrice Landreau.
Ce dernier quitte alors le club pour les mammouths de Grenoble.
La saison suivante, Angoulême, cinquième de son groupe se maintient de justesse en groupe B1 avant d’échouer en play-off, devancé par le Stade dijonnais et le Valence sportif.
En 1994, Angoulême, dernier de sa poule est relégué en groupe B2 puis évite de justesse la descente en deuxième division lors de la deuxième phase.
Le Sporting Club d'Angoulême fusionne au sein du Soyaux Angoulême XV Charente en 2010, sa disparition étant actée le 24 juillet.

## Résultats sportifs

### Palmarès
- Championnat de France de première division :
  - Quart de finaliste (1) : 1967
- Challenge Yves du Manoir :
  - Demi-finaliste (1) : 1980
- Championnat de France de première division groupe B :
  - Champion (1) : 1986
  - Vice-champion (1) : 1980

### Les finales du SC Angoulême
| Date de la finale | Vainqueur    | Score   | Finaliste    | Lieu de la finale                       |
| ----------------- | ------------ | ------- | ------------ | --------------------------------------- |
| 11 mai 1980       | SO Chambéry  | 21 - 9  | SC Angoulême | Stade Marcel-Michelin, Clermont-Ferrand |
| 18 mai 1986       | SC Angoulême | 22 - 17 | SO Voiron    | Stade Louis-Darragon, Vichy             |

## Joueurs et personnalités du club

### Anciens entraîneurs
- Jean-Philippe Cariat

### Joueurs emblématiques
- Paul Ciobănel[8]
- Valeriu Irimescu[9]
- Maurice Colclough
- Claude Lacaze
- Fabrice Landreau
- Ermes Tarozzi

## Identité visuelle

### Logo

Évolution du logo
Ancien logo.
Logo abandonné lors de la disparition du club.